# Коэн, Ахилл
Ахилл Коэн (итал. Achille Coen; 5 января 1844, Пиза, Тоскана — 6 апреля 1921, Флоренция) — — итальянский историк.

## Труды
Сын Джузеппе Коэна и Эвы Бонавентура. Профессор истории в Милане, затем во Флоренции. Ему принадлежат работы:
- «Le Nubi di Aristofane, con note е introduzione critica» (1871)
- «L’Abdicazione di Diocleziano» (1877)
- «Di una leggenda relativa alla nascita e alla gioventù di Constantino Magno» (1882)
- «Manuale di storia Orientale» (1886)
- «Manuale di Storia greca» (1887) и др.